# 阿尼瓦尔·阿塞维多·比拉

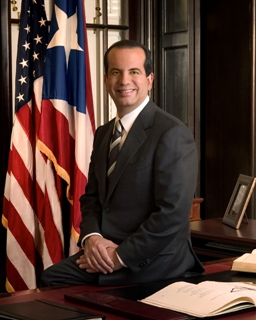
阿尼瓦尔·阿塞维多

阿尼瓦尔·萨尔瓦多·阿塞维多·比拉（Aníbal Salvador Acevedo Vilá，1962年2月13日—），波多黎各政治人物，律师。2005年1月至2009年1月，担任波多黎各总督，为波多黎各第9任总督。

## 生平
阿尼瓦尔·阿塞维多生于波多黎各圣胡安市，1987年获得哈佛大学法学硕士学位，后又获得波多黎各大学法律博士学位。